# Amborellaceae
Amborellaceae er en monotypisk familie med én slægt og én art, Amborella trichopoda, som kun findes på Ny Kaledonien. Det er en nedliggende busk, som ophober aluminium. Bladene er skruestillede med bølget og takket rand. Blomsterne sidder i aks, og de er små og stilkede med 5-8 skruestillede blosterblade. 
Forskning har vist, at mitokondrierne hos Amborella indeholder gener, som stammer fra en hel del andre landplanter, deriblandt mindst tre mosarter. Dette, at gener kan udveksles mellem arterne, er forholdsvis ukendt i planteverdenen. Desuden anser man nu denne familie for at være den mest primitive blandt de dækfrøede planter.